# KKS Lech Poznań
A KKS Lech Poznań egy lengyel labdarúgócsapat, melynek székhelye Poznań. A klubot 1922 márciusában alapították,  először 1947-ben szerepelt a lengyel első osztályban. Az első bajnoki címüket 1983-ban szerezték meg, azóta pedig hétszer zártak aranyérmesként (1984-ben, 1990-ben, 1992-ben, 1993-ban, 2010-ben, 2015-ben és 2022-ben). Lengyelország ötödik legsikeresebb csapata, hét bajnoki címmel, öt kupa, és négy szuperkupa győzelemmel. A klub színei kék-fehér. A csapat hazai stadionja, a Stadion Poznań, azaz a poznańi városi stadion, amely 43 269 főt képes befogadni.

## Története

### 1900-as évek
A klubot 1922. március 19-én alapították. Több mint húsz évnek kellett eltelnie ahhoz, hogy az első osztályban szerepelhessenek. A bemutatkozásra végül 1947-ben került sor. Az alapszakaszt három csoportban bonyolították le, és azok győztesei kerültek a bajnoki döntőbe. A Lech Poznań az 1. csoport negyedik helyén zárt. 1949-ben született meg az első igazán nagy siker, hiszen bronzérmesként végeztek, ráadásul a következő évben is meg tudták ezt ismételni. A következő években a középmezőnyt erősítette a csapat, majd 1957-ben kiesett a másodosztályba. Három szezont húztak le itt, mire sikerült a visszajutás a legjobbak közé. 1964-ben azonban újra kiestek, ám ezúttal hosszabb időre. Többször megjárták a harmadosztályt is, az 1972-es feljutásuk előtt. Öt szezon után következett az újabb apró siker, hiszen újra bronzérmesként végeztek, 1978-ban. 1983-ig rendre a középmezőnyt erősítették, ám az 1982/83-as bajnokságban aranyérmes pozícióban tudtak végezni. Ez volt a klub első igazán nagy sikere. A következő idényben ezt meg tudták ismételni, újra bajnokságot nyertek. Az újabb bajnoki cím 1990-ben következett, de az ezt követő három szezonban kétszer is diadalmaskodni tudtak. Újabb sikerek viszont nem következtek, az 1990/00-es szezonban kiestek az első osztályból.

### 2000-es évek
Mindössze két szezont játszottak a második vonalban, és újra sikerült visszatérniük a legmagasabb osztályba. Kimagasló eredményt nem értek el, egészen 2009-ig amikor is bronzérmesként végeztek. A következő szezonban még ezt is túlszárnyalták, és 2010-ben megszerezte a klub, története során a hatodik bajnoki címét.

## Keret

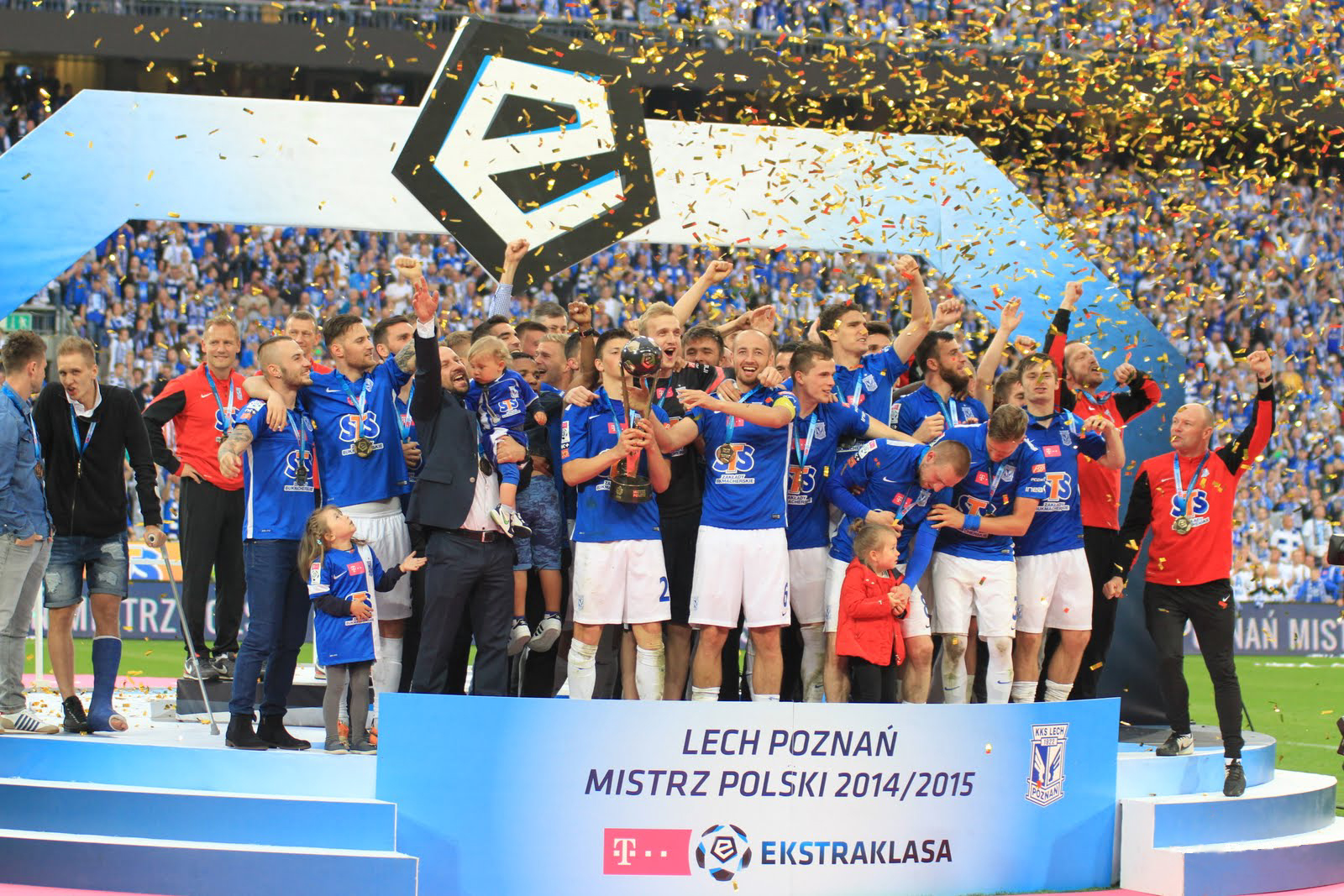
KKS Lech Poznań 2014/15

2022. augusztus 30. szerint
| #  |     | Poszt | Név                                                        |
| -- | --- | ----- | ---------------------------------------------------------- |
| 1  | UKR | K     | Artur Rudko (kölcsönben a Metaliszt Harkiv csapatától)     |
| 2  | POR | V     | Joel Pereira                                               |
| 3  | SCO | V     | Barry Douglas                                              |
| 5  | POR | V     | Pedro Rebocho                                              |
| 6  | SWE | KP    | Jesper Karlström                                           |
| 7  | POR | KP    | Afonso Sousa                                               |
| 9  | SWE | CS    | Mikael Ishak                                               |
| 10 | ESP | KP    | Dani Ramírez                                               |
| 11 | POL | KP    | Filip Marchwiński                                          |
| 14 | GEO | KP    | Georgij Csitaisvili (kölcsönben a Dinamo Kijiv csapatától) |
| 15 | POL | KP    | Maksym Czekała                                             |
| 16 | CRO | V     | Antonio Milić                                              |
| 17 | POL | CS    | Filip Szymczak                                             |
| 18 | POL | V     | Bartosz Salamon                                            |
| 19 | POL | CS    | Norbert Pacławski                                          |
| 20 | POL | V     | Maksymilian Pingot                                         |

| #  |     | Poszt | Név                                                |
| -- | --- | ----- | -------------------------------------------------- |
| 21 | POL | KP    | Michał Skóraś                                      |
| 22 | POL | KP    | Radosław Murawski                                  |
| 23 | NOR | KP    | Kristoffer Velde                                   |
| 24 | POR | KP    | João Amaral                                        |
| 30 | GEO | KP    | Nika Kvekveskiri                                   |
| 31 | POL | K     | Krzysztof Bąkowski                                 |
| 35 | POL | K     | Filip Bednarek                                     |
| 37 | SVK | V     | Ľubomír Šatka                                      |
| 43 | POL | KP    | Antoni Kozubal                                     |
| 44 | POL | V     | Alan Czerwiński                                    |
| 50 | CIV | KP    | Adriel Ba Loua                                     |
| 74 | POL | KP    | Jakub Antczak                                      |
| 90 | POL | CS    | Artur Sobiech                                      |
| —  | SWE | V     | Filip Dagerstål (kölcsönben a Himki csapatától)    |
| —  | POL | V     | Mateusz Żukowski (kölcsönben a Rangers csapatától) |

## Sikerek
Ekstraklasa

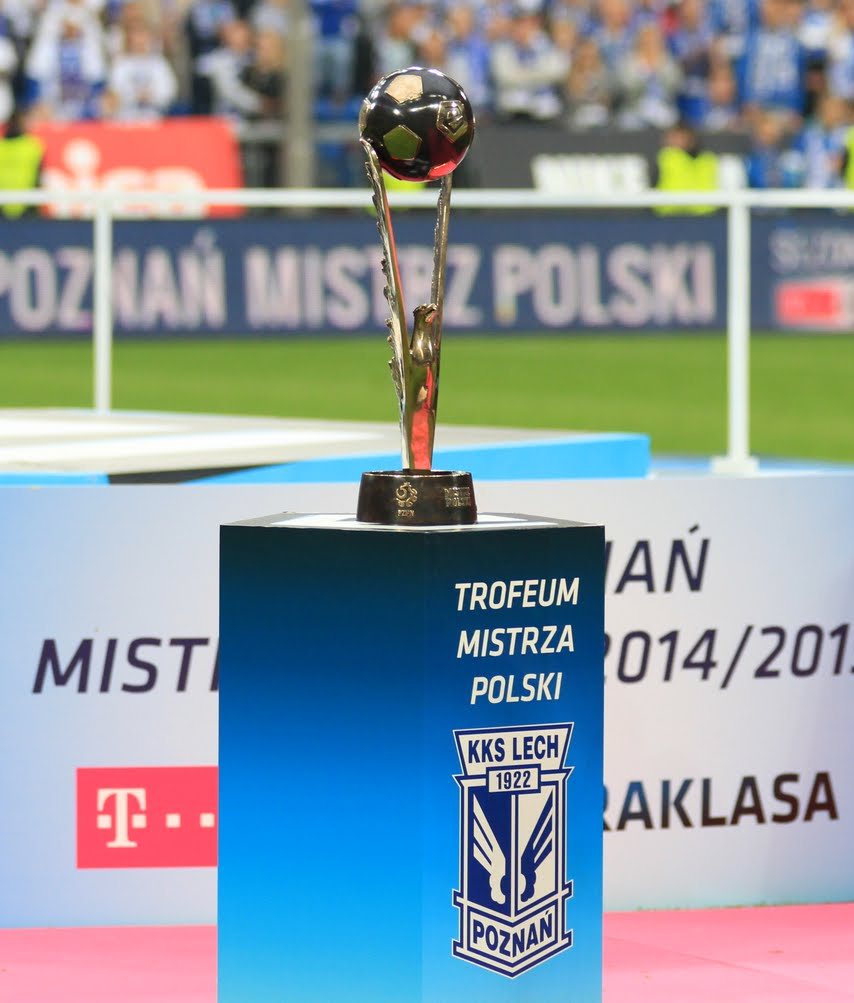
Ekstraklasa 2014/15

- Bajnok (8): 1982–83, 1983–84, 1989–90, 1991–92, 1992–93, 2009–10, 2014–15, 2021–22

Lengyel Kupa
- Győztes (5): 1981–82, 1983–84, 1987–88, 2003–04, 2008–09
- Döntős (6): 1979–80, 2010–11, 2014–15, 2015–16, 2016–17, 2021–22

Lengyel Szuperkupa
- Győztes (6): 1990, 1992, 2004, 2009, 2015, 2016
- Döntős (4): 1983, 1988, 2010, 2022

## Stadion

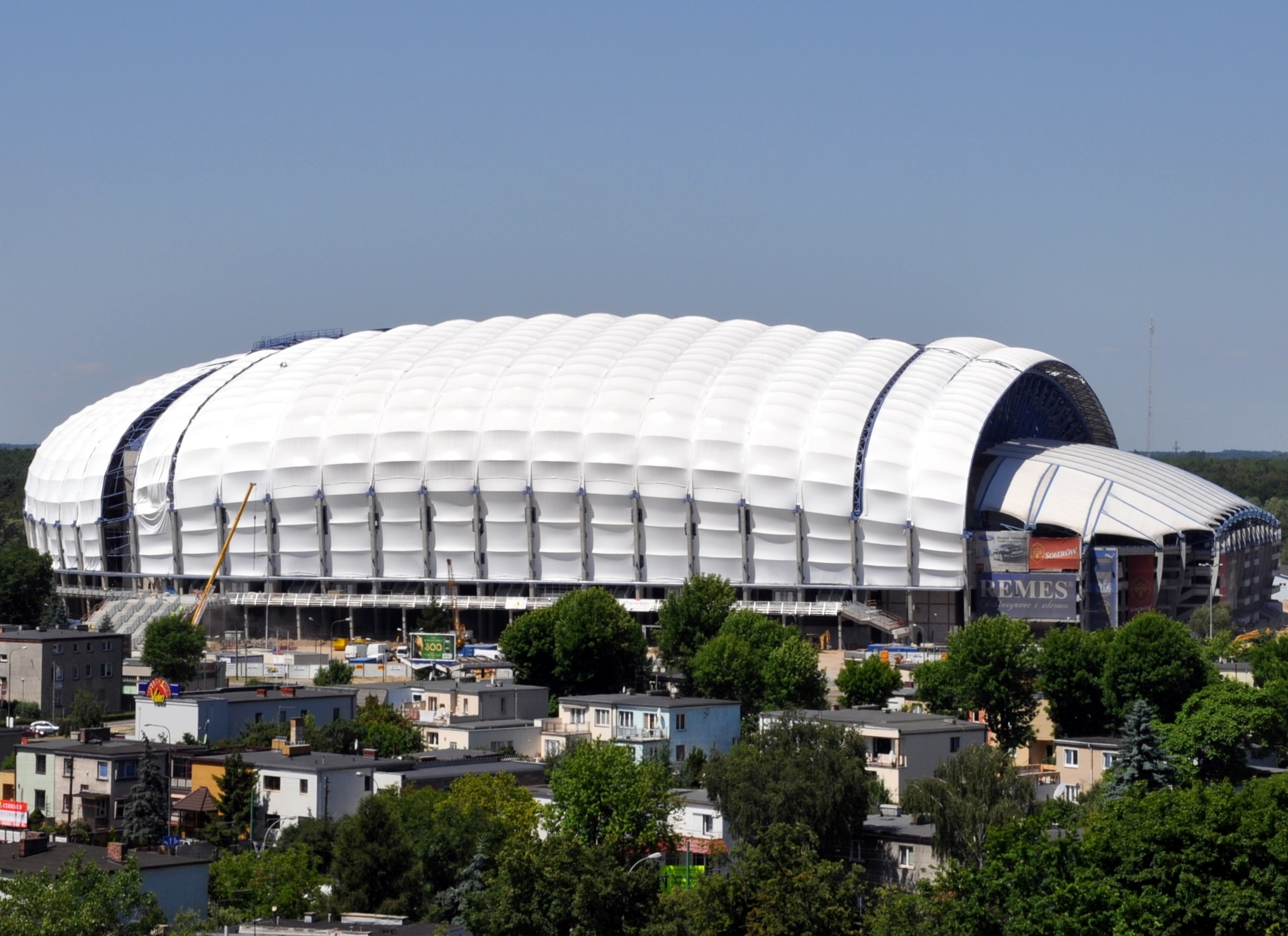
A stadion makettje

A Stadion Miejskit az 1960-as években kezdték építeni, hogy az akkori lengyel bajnokságban szereplő Lech Poznań csapatának otthona legyen. Az építkezés 1980-ban ért véget. Lengyelország 2007 áprilisában nyerte el a 2012-es labdarúgó-Európa-bajnokság társrendezési jogát. A poznańi stadiont a pályázatban foglaltak szerint kezdték alkalmassá tenni az EB megrendezésére. 2012-re a létesítményt egy 45 830 ezer főt befogadó stadionná alakítják át, a stadionban az Európa-bajnokság három csoportmérkőzését rendezik majd.
A stadionban eddig tizenegy válogatott mérkőzést rendeztek. Az első 1986. október 15-én Görögország ellen volt. Az EB-selejtezőn 2-1-re nyertek a lengyelek. Az eddigi utolsó itt rendezendő mérkőzés, 2004. augusztus 18-án volt, amikor a lengyel válogatott a dán nemzeti csapatot fogadta. A mérkőzés 5–1-es dán sikerrel ért véget. A lengyel válogatott mindössze háromszor tudott diadalmaskodni a tizenegy poznańi meccséből, ezenkívül négy döntetlent, és ugyanennyi vereséget számlálhat.

## Szurkolók

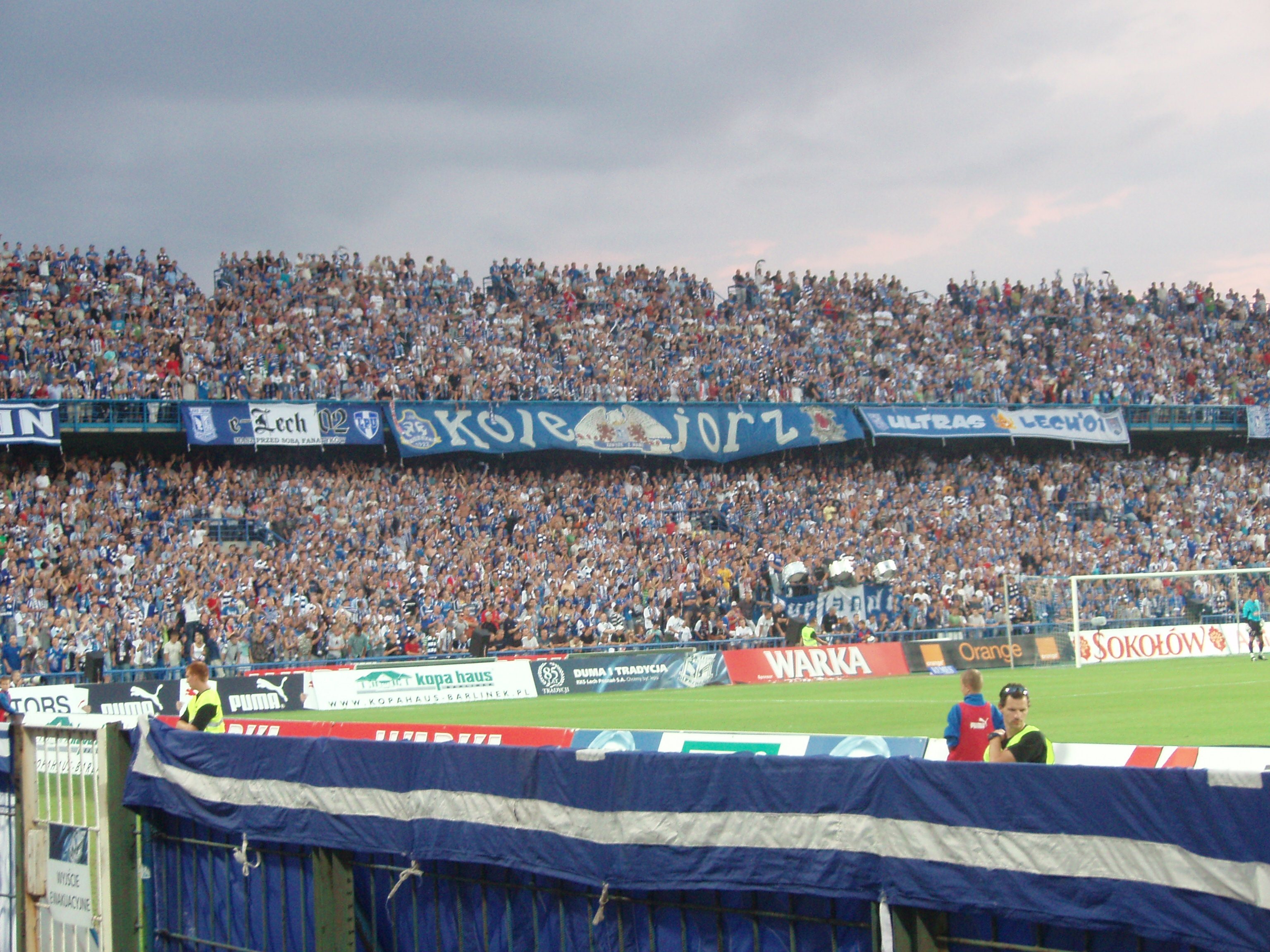
A szurkolók egy csoportja

Az utóbbi években, a lengyel bajnokságban a Lech Poznań rendelkezik az egyik legmagasabb szurkolói látogatottsággal mérkőzésenként. A 2006/07-es szezonban 228 020 néző tekintette meg összesen a hazai bajnokijukat. Ez átlagban több mint 15 ezer nézőt jelent. A 2007/08-as szezonban tovább növekedett a klub átlagnézőszáma. A tizenöt hazai találkozón 280 100 fő vett részt, ez már 18 ezernél is nagyobb átlagot eredményez. A 2008/09-es évadban visszaesett a nézőszám, de így is 16 667 néző volt a hazai meccseken átlagban. A 2009/10-es szezonban azonban valami megváltozott. Több mint 137 ezerrel esett vissza a csapat, és a stadion látogatottsága.
A Lech szurkolói több barátságot kötöttek már az utóbbi évtizedben, illetve évtizedekben. Jóban vannak például az Arka Gdynia, és a Cracovia szurkolóival is.